# Safran S.A.
Die Safran S.A. ist ein börsennotierter Technologiekonzern mit Sitz in Paris.
Er entstand im Jahr 2005 aus der Fusion des vorher weitestgehend im Besitz des französischen Staates befindlichen Aeronautik-Konzerns Snecma und des in Elektronik, Kommunikationstechnik und Rüstungstechnik tätigen Unternehmens Sagem.
Das Unternehmen beschäftigt weltweit 79 000 Mitarbeiter und erwirtschaftete im Geschäftsjahr 2020 einen Umsatz von 16,5 Mrd. Euro. Safran investiert zirka 5,2 % seines Umsatzes in Forschung und Entwicklung, was sich auch in Innovations-Rankings widerspiegelt.
Zu den Tochterunternehmen zählen Safran Aircraft Engines, Safran Helicopter Engines, Safran Electrical & Power, Safran Nacelles, Safran Landing Systems, Safran Transmission Systems (vorher Hispano-Suiza) (Luftfahrtausrüstung) und Safran Electronics & Defense. Im Februar 2018 übernahm die Safran-Gruppe die Kontrolle über Zodiac Aerospace und dehnte so ihren Wirkungskreis auf das Gebiet der Luftfahrtausstattungen und -systeme aus. 

## Finanzdaten

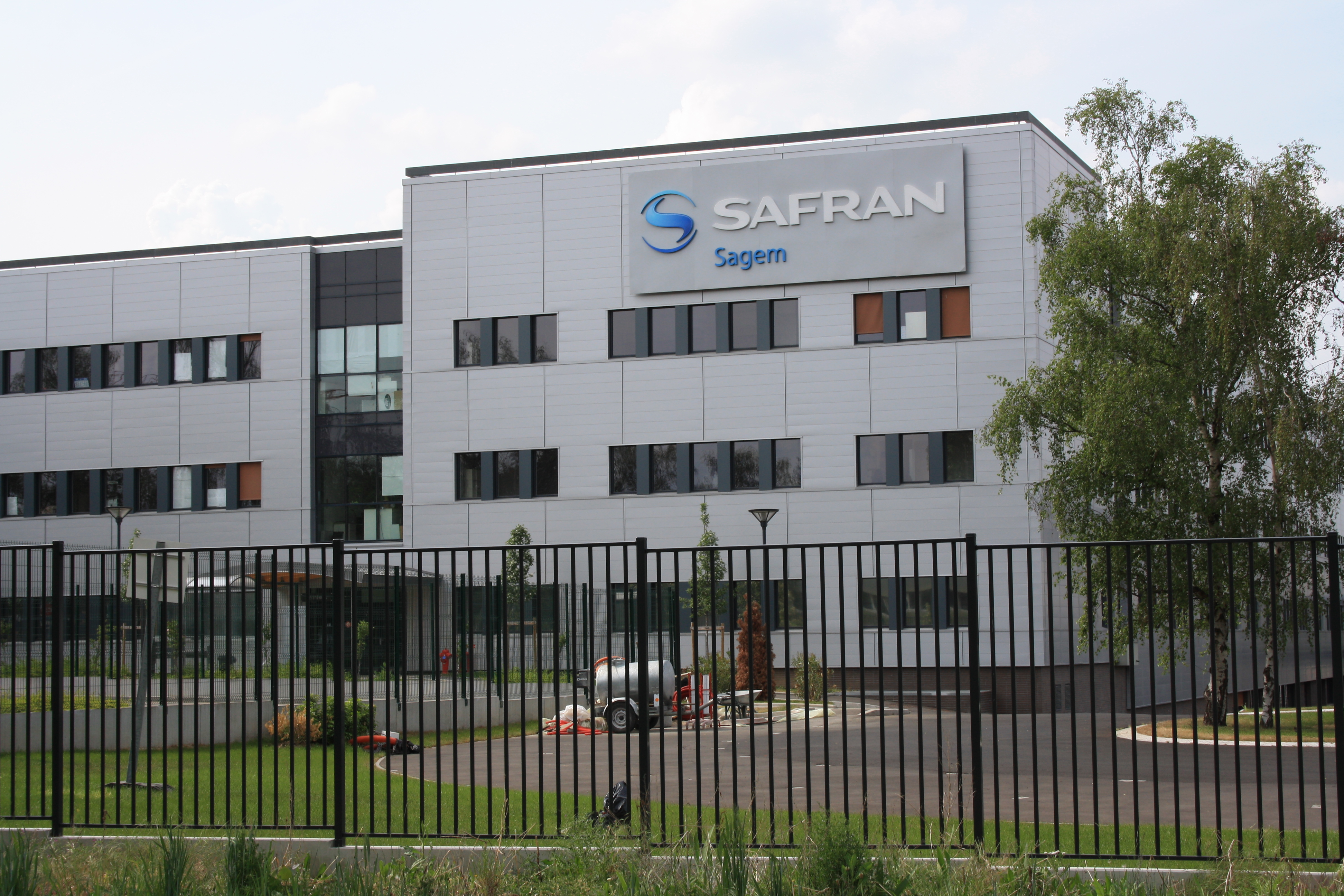
Hauptsitz François-Hussenot in Massy (Essonne), Frankreich

Die Aktien des Unternehmens wurden am 13. Mai 2005 zum ersten Mal an der Pariser Börse gehandelt. Sie waren zunächst Bestandteil des CAC Next 20-Indexes, in dem die nach dem Aktienkapital nächsten 20 unter den im CAC40 an der Pariser Börse notierten Unternehmen versammelt sind, und rückte später in den CAC40 auf.

### Unternehmensergebnis
| Jahr                            | 2010  | 2011  | 2012 | 2013 | 2014  | 2015  | 2016  | 2017  | 2018  | 2019  | 2020  | 2021  | 2022  | 2023  |
| ------------------------------- | ----- | ----- | ---- | ---- | ----- | ----- | ----- | ----- | ----- | ----- | ----- | ----- | ----- | ----- |
| Umsatz in Milliarden Euro       | 10,76 | 11,74 | 13,6 | 14,7 | 15,36 | 15,53 | 16,48 | 16,52 | 21,03 | 25,10 | 16,63 | 15,26 | 19,04 | 23,20 |
| Nettoergebnis in Millionen Euro | 508   | 644   | 999  | 1193 | 1248  |       | 1889  | 4029  | 1341  | 2512  | 386   | 784   | 1215  | 2105  |

### Eigentumsverhältnisse
Insgesamt lassen sich drei große Eigentümergruppen für den Konzern feststellen, dazu gehört der französische Staat mit 11,2 % Anteil, 6,8 % gehören Mitarbeitern des Unternehmens und 81,4 % befinden sich in Streubesitz. Im Dezember 2019 ergab sich folgende Verteilung:
- französischer Staat: 11,2 %
- Mitarbeiter der Unternehmensgruppe: 6,8 %
- Streubesitz: 81,4 %
- Eigenbesitz: 0,6 %

## Produkte nach Geschäftsbereichen

### Luft- und Raumfahrt
Als Zulieferer ist Safran am Bau von Flugzeug- und Helikoptertypen vieler Hersteller beteiligt und Hauptlieferant für die kryotechnischen Triebwerke der europäischen Trägerrakete Ariane 5. Zusammen mit General Electric stellt das Tochterunternehmen Snecma beispielsweise das Triebwerk CFM 56 her, das in der Boeing 737 und dem Airbus A320 zum Einsatz kommt. Bei Fahrwerken für Flugzeuge ist Safran Landing Systems Marktführer. Safran Electrical & Power ist der führende Anbieter von elektrischen Verbindungssystemen für die Luftfahrt.
Das Unternehmen Safran Electronics & Defense GmbH (Murr bei Stuttgart) ist einer der führenden Anbieter von Faserkreiseln (4000 Stück pro Jahr), die für Trägheitsnavigationssysteme benötigt werden.
Über das Joint-venture ArianeGroup ist Safran am Raumfahrtunternehmen Arianespace beteiligt.

#### Antriebe

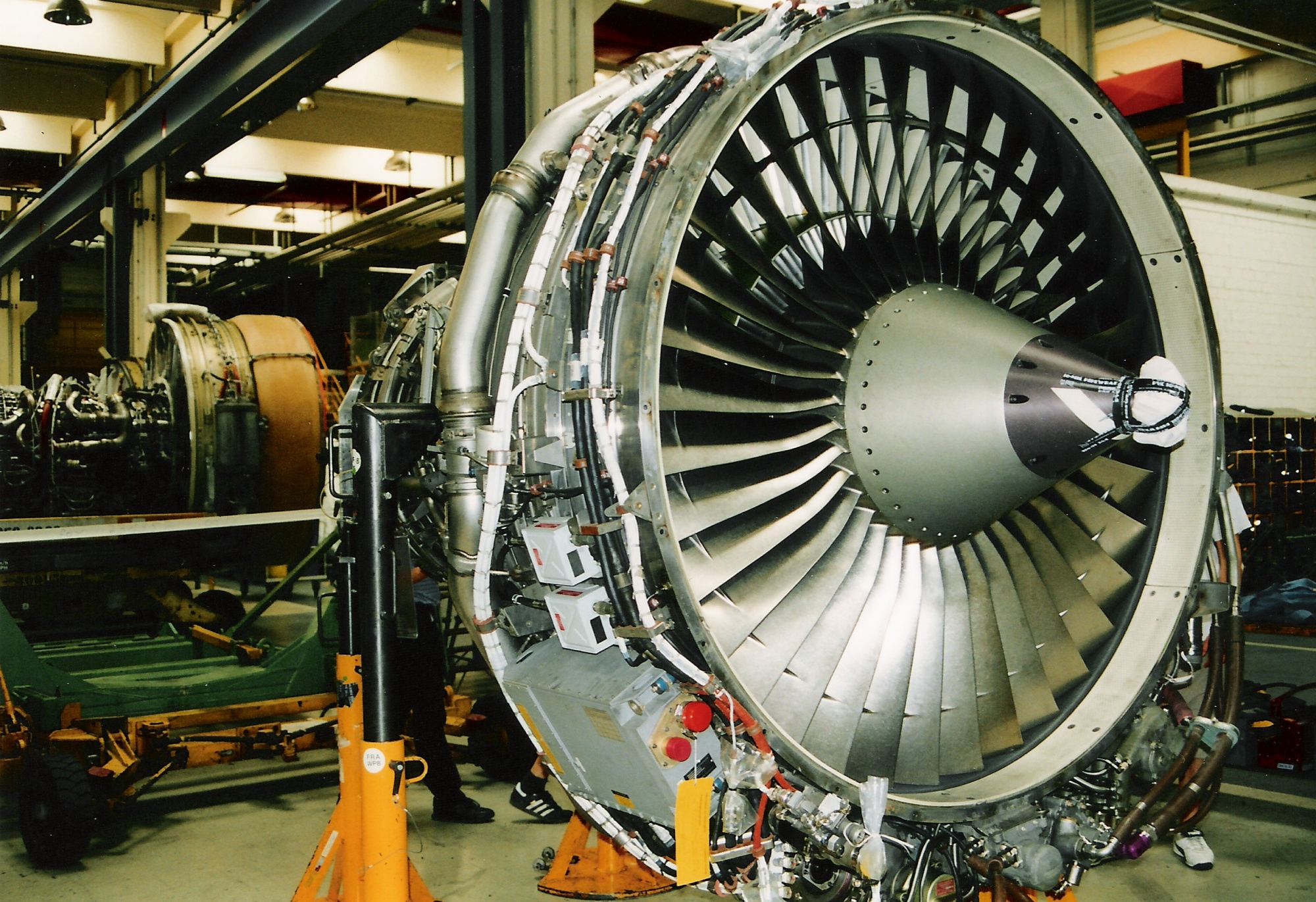
Triebwerk CFM56

Luft- und Raumfahrtantriebe machen die Hälfte des Umsatzes aus. Töchter im Antriebsbereich sind
- Safran Aircraft Engines: Triebwerke für die Luft- und Raumfahrt
- Safran Helicopter Engines: Gasturbinen für Helikopter[10]
- Safran Aero Boosters: Komponenten und Dienstleistungen für Antriebe

#### Flugzeugausrüstung

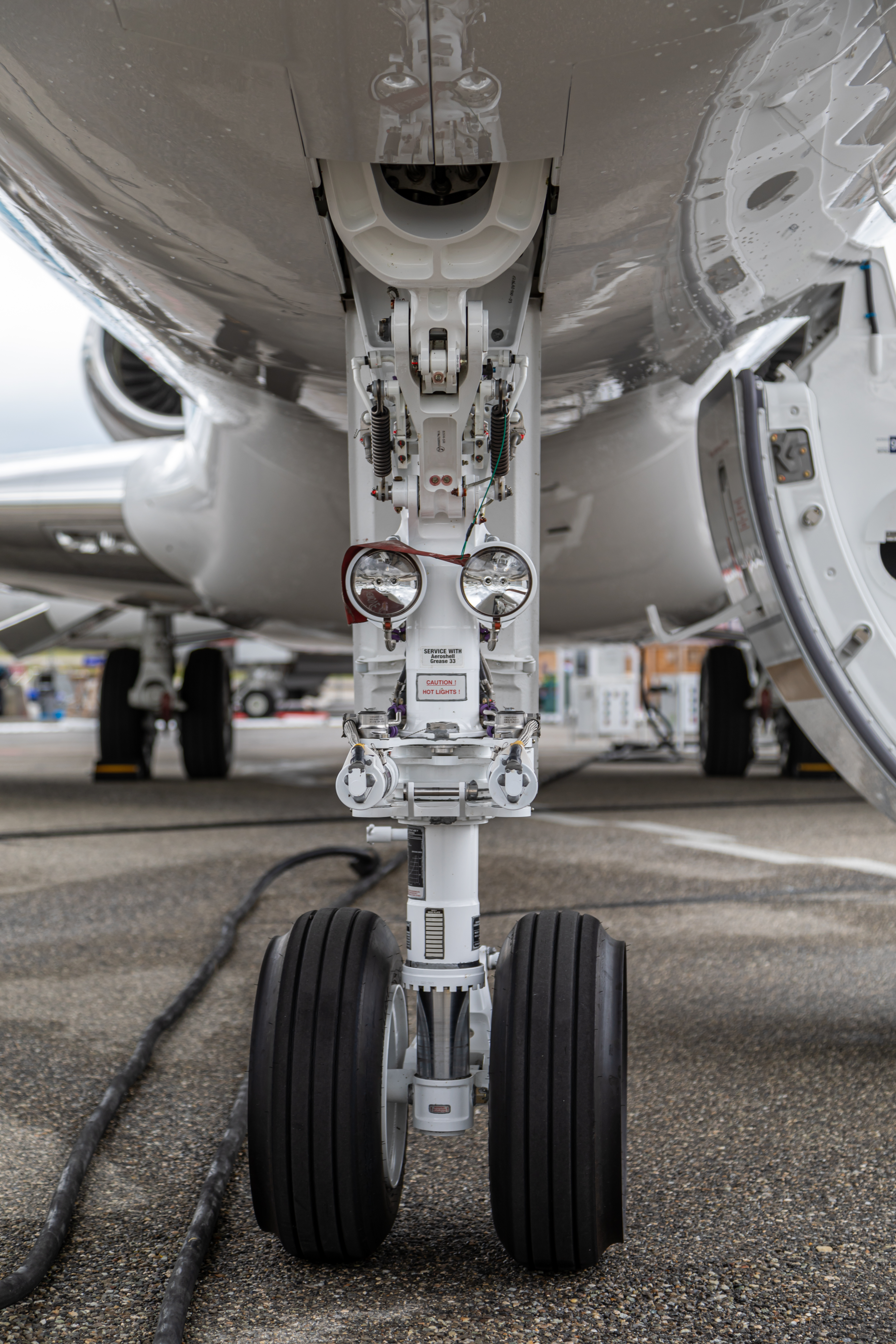
Frontfahrwerk von Safran Landing Systems an einer Bombardier Global 6000

Die größten Tochterunternehmen in diesem Bereich sind:
- Safran Landing Systems: Fahrwerke und Bremssysteme
- Safran Nacelles: Triebwerksgondeln
- Safran Electrical & Power: elektrische Verkabelungssysteme und Bordstromsysteme
- Safran Transmission Systems: Energieumwandlung und Energieleitsysteme
- Safran Cabin
- Safran Aerosystems
- Safran Seats

### Militärtechnik
Mit 8 Prozent am Gesamtumsatz ist dies die kleinste Sparte des Konzerns und wird ebenfalls von Safran Electronics & Defense versorgt. Sie wird von dem Tochterunternehmen Sagem bedient, welches sich auf Optronik, Avionik, Elektronik und Software spezialisiert hat. Zuvor war Safran Electronics & Defense (vorher Sagem) auch ein Telekommunikationsausrüster (Handys, DSL-Modems, Empfangsgeräte für digitales Fernsehen und Faxgeräte). 2008 trennte sich Safran in zwei Schritten von seiner Telekommunikationssparte: Im Januar erfolgte der Verkauf von Sagem Communication an die amerikanische Gores-Gruppe, im August wurde Sagem Mobiles an den französischen Finanzinvestor Sofinnova verkauft.

## Safran in Deutschland
Das in Deutschland auf den Märkten der Luft- und Raumfahrt und Verteidigung vertretene Unternehmen Safran ist ein erfolgreicher Industriepartner für deutsche Unternehmen. Die Gruppe beschäftigt in Deutschland derzeit mehr als 1800 Mitarbeiter an 14 Standorten, hierunter 7 Forschungs- und Entwicklungsteams.
Im Luftfahrt-Cluster der Metropolregion Hamburg ist Safran als Airbus-Zulieferer mit drei Tochterunternehmen vertreten und unterhält Kooperationen mit universitären Forschungseinrichtungen. Zudem hat Safran Nacelle 2016 in Hamburg ein neues Werk für Triebwerksgondeln eröffnet.

### Luft- und Raumfahrt
- Safran Helicopter Engines (Hamburg): In Deutschland liefert und wartet Turbomeca Gasturbinen für Rettungs-, Polizei- und Militärhubschrauber. Von Hamburg aus unterstützt das Unternehmen zudem Hubschrauber-Betreiber in 29 Ländern, von Skandinavien bis Zentralasien.[16]
- Safran Electrical & Power (Hamburg): Das Unternehmen bietet Ingenieursdienstleistungen, mit Airbus als wichtigstem Kunden. Darüber hinaus ist es auch in anderen Bereichen der deutschen Luftfahrt-, Automobil- und Bahnindustrie aktiv. Am Standort Hamburg sind insgesamt 300 Mitarbeiter tätig.
- Safran Nacelles (bis Mai 2016 Aircelle) (Hamburg): Im Hamburger Stadtteil Hausbruch baut Aircelle ein Werk, in welchem seit 2016 Triebwerke für den Airbus A320neo endmontiert werden, die mit dem CFM-LEAP-Triebwerk ausgestattet sind.[17] CFM International ist ein Gemeinschaftsunternehmen, zu gleichen Teilen im Besitz von Snecma (Safran) und General Electric.

### Gemeinschaftsunternehmen
Safran ist in Deutschland an mehreren Gemeinschaftsunternehmen beteiligt:
EPI Europrop International GmbH (München): Das Gemeinschaftsunternehmen von Safran Aircraft Engines (Safran) und ITP, MTU sowie Rolls-Royce mit Sitz in München produziert das Triebwerk TP 400-D6 für den Militärtransporter Airbus A400M.
MTR GmbH (Hallbergmoos): Das Joint Venture von Safran Helicopter Engines (Safran), MTU und Rolls-Royce mit Sitz in Hallbergmoos produziert das Triebwerk MTR 390 für den Kampfhubschrauber Tiger.
Aerospace Embedded Solutions GmbH (München): Das Gemeinschaftsunternehmen von Safran Electronics & Defense (Safran) und MTU mit Sitz in München entwickelt Programme und elektronische Einrichtungen für zivile und militärische Verwendung.
ArianeGroup: Das Gemeinschaftsunternehmen von Airbus und Safran mit seinen drei Kerngeschäftsbereichen: Luft- und Raumfahrt (Antriebssysteme und Ausrüstung), Verteidigung und Sicherheit, das mit dem Ziel der Entwicklung und späteren Herstellung der Rakete Ariane 6 zum 1. Januar 2015 gegründet wurde.